# Burgstall Bergham
Der Burgstall Bergham bezeichnet eine abgegangene mittelalterliche Wasserburg unmittelbar östlich von Bergham, einem Ortsteil der Gemeinde Mitterskirchen im Landkreis Rottal-Inn in Bayern. Die Anlage wird als Bodendenkmal unter der Aktennummer D-2-7642-0007 im Bayernatlas als „Wasserburgstall des Mittelalters und ebenerdiger Ansitz des späten Mittelalters und der frühen Neuzeit im Bereich der Einöde Bergham“ geführt.

## Beschreibung
Der Niederungsburgstall lag in einem Zwickel, der von dem Habach und dem Geratskirchner Bach gebildet wurde. In dem Urkataster von Bayern ist die auf einer quadratischen Insel (22 × 16 m) liegende Burg gut zu erkennen, sie wurde von einem ca. 18 m breiten Wassergraben von allen Seiten umschlossen. Von der ehemaligen Burganlage, einem ebenerdigen Ansitz, ist nichts erhalten, aber ein Weiher ist weiterhin an der Stelle der Burg bei Haus 1 von Bergham vorhanden.